# The Dark Swan
The Dark Swan er en amerikansk stumfilm fra 1924 af Millard Webb.

## Medvirkende
- Marie Prevost som Eve Quinn
- Monte Blue som Lewis Dike
- Helene Chadwick som Cornelia Quinn
- John Patrick som Wilfred Meadows
- Lilyan Tashman som Sybil Johnson
- Vera Lewis som Mrs. Quinn
- Carl Miller som Tim Fontanelle
- Mary MacLaren som Mary Robinson
- Arthur Rankin som Clifford Raynes